# Cliponville
Cliponville is een gemeente in het Franse departement Seine-Maritime (regio Normandië) en telt 235 inwoners (2005). De plaats maakt deel uit van het arrondissement Le Havre.

## Geografie
De oppervlakte van Cliponville bedraagt 7,2 km², de bevolkingsdichtheid is 32,6 inwoners per km².
De onderstaande kaart toont de ligging van Cliponville met de belangrijkste infrastructuur en aangrenzende gemeenten.

## Demografie
Onderstaande figuur toont het verloop van het inwonertal (bron: INSEE-tellingen).